# Кацнельсон, Берл
Берл (Беери) Кацнельсон (ивр. ברל (בארי) כצנלסון‎; 25 января 1887, Бобруйск — 12 августа 1944, Иерусалим) — еврейский политик, педагог и журналист, деятель рабочего сионизма, один из лидеров движения МАПАЙ.

## Биография
Берл Кацнельсон родился в Бобруйске в 1887 году в семье торговца и маскила Мойше Кацнельсона и Тайбл (Тойбы-Рейзи), дочери раввина и торговца железом Янкеля Мовшевича Немеца. Отец, сторонник просвещения и палестинофил, член движения «Ховевей Цион», оказал большое влияние на формирование взглядов Берла, из-за слабого здоровья занимавшегося в основном не в хедере, а дома с частными учителями. Такое образование позволило ему успешно выдержать экзамены по программе русской гимназии.
Потеряв в 12 лет отца, умершего от пневмонии в 37-летнем возрасте, Берл оказался главным кормильцем в семье. Ему удалось стать репетитором в другой еврейской семье. Работая домашним учителем, он продолжал самообразование, увлекаясь как еврейской просветительской литературой, так и трудами русских социалистов-гуманистов — таких, как Герцен и Михайловский. Сформировавшееся в итоге мировоззрение юноши сочетало в себе сионистские и социалистические идеи. Вначале он примкнл к движению «Поалей Цион», а в 1905 году — к движению сионистов-социалистов, принимавшему деятельное участие в революции с целью обеспечения гражданских прав и достойного существования еврейскому рабочему классу в России. Именно по территориальному вопросу Кацнельсон, сторонник еврейского заселения Земли Израиля, быстро разошёлся с этой партией. Позже он сблизился с группой «Возрождение», продвигавшей идею еврейской автономии под управлением собственного «сейма», но и в этом движении разочаровался, поняв, что оно не заинтересовано в идеях сионизма.
Во время своих идеологических поисков Кацнельсон проработал некоторое время учителем в женской школе Бобруйска, а затем, уже решив совершить алию в Землю Израиля, — на различных ремесленных и физических работах в том же Бобруйске и Одессе (таким образом пытаясь бороться с нехваткой у себя трудовых навыков). Средства на дорогу в Палестину он заработал, выполняя заказ народной библиотеки на двуязычный иврит-русский каталог. Отправку в Палестину задержал тиф, но в 1909 году Кацнельсон всё же добрался до Яффы. Уже в Палестине он женился на Лее Мирон — тоже уроженке Бобруйска, с которой был знаком с 16 лет.
В Палестине Кацнельсон, трудившийся в сельском хозяйстве Петах-Тиквы, Эйн-Ганима, Дгании, Бен-Шемена, Каландии и других еврейских поселений, в 1911 году стал членом, а затем и председателем комитета еврейских сельскохозяйственных рабочих Галилеи, а годом позже занял пост секретаря аналогичной организации сельскохозяйственных рабочих Иудеи, в формировании которого участвовал. В 1912 году он начал публиковаться как журналист, выступив со статьёй в журнале «Ха-Поэль ха-Цаир», в которой отстаивал идеи еврейского заселения Палестины и особый характер сионистского социалистического движения в общей массе еврейских рабочих. Он стал одним из организаторов «Трудового легиона», задачей которого была трудовая абсорбция прибывавших в Палестину евреев в сельском хозяйстве, и одним из инициаторов превращения сельскохозяйственного поселения Кинерет в самоуправляемую коммуну — квуцу. Он также принял участие в создании первой в Палестине сети потребительской кооперации, получившей по его предложению название «Машбир» (ивр. המשביר‎ — «Поставщик»).
После вступления британских войск в Палестину в 1917 году Кацнельсон вместе с другими сионистскими активистами развернул кампанию за мобилизацию в Еврейский легион, сам став одним из добровольцев. Во время службы в британской армии в Египте он сошёлся с Давидом Бен-Гурионом, вместе с которым разработал идею объединения еврейских рабочих в партию «Ахдут ха-Авода» на основе палестинской ветви движения «Поалей Цион». Новая партия была основана в 1919 году. В 1920 году Кацнельсон выступил в поддержку создания объединения еврейских профсоюзов в Палестине — Гистадрута. Он и в дальнейшем оставался сторонником слияния рабочих сионистских движений, в 1930 году став одним из создателей партии МАПАЙ, в которую объединились «Ахдут ха-Авода» и движение «Ха-Поэль ха-Цаир».

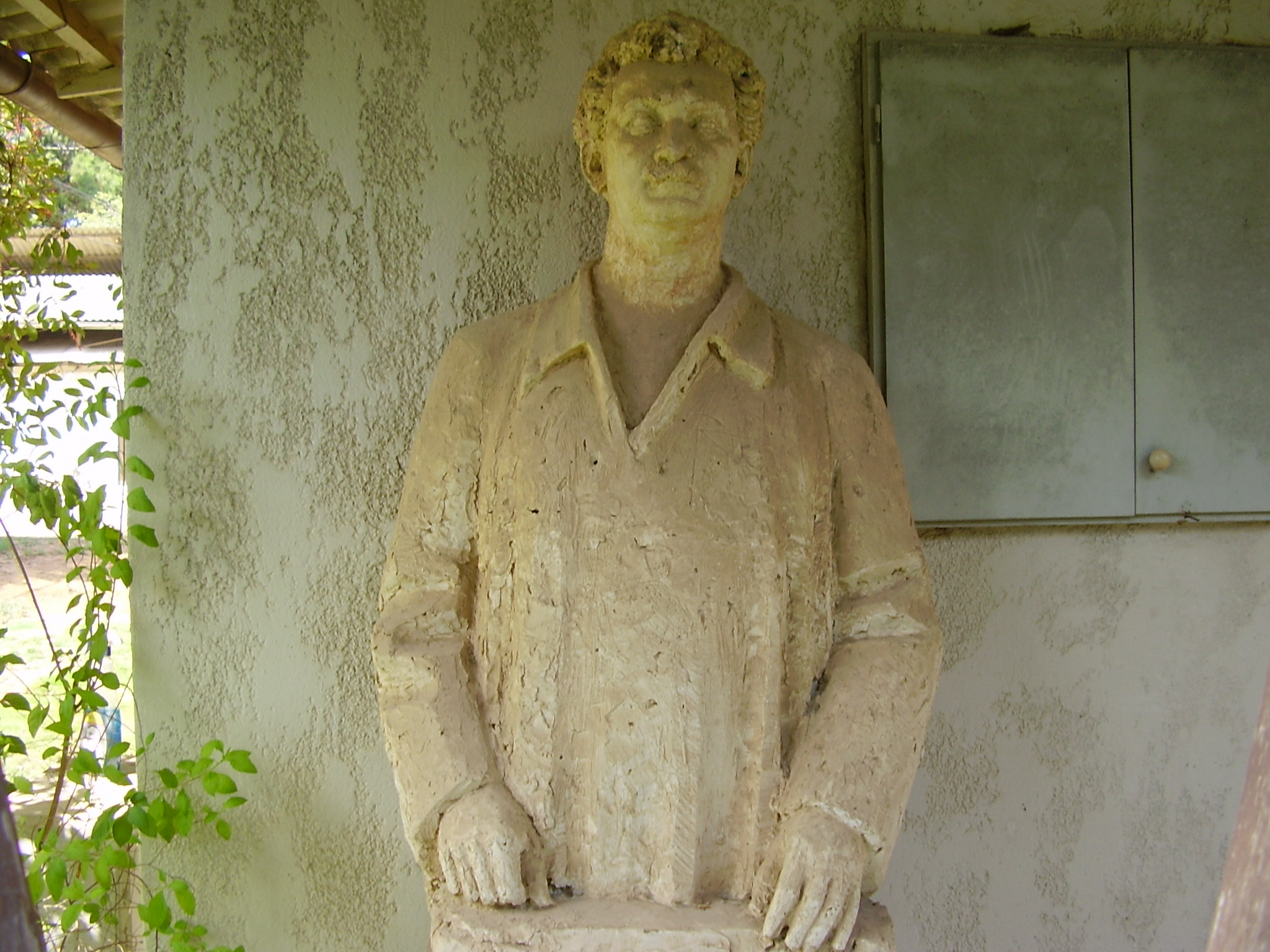
Памятник Берлу Кацнельсону в кибуце Гиват-Бренер

В 1920 году Кацнельсон представлял Палестину на Всемирном сионистском конгрессе в Лондоне. Он был депутатом от своей партии во Временном совете евреев Палестины, а позднее в Собрании представителей и Национальном совете ишува. В 1924—1925 годах он занимал пост секретаря в исполнительном комитете «Машбира», был одним из основателей «Банк Апоалим», но начиная с середины 20-х годов большую роль в его деятельности занимала не хозяйственная, а идеологическая работа и публицистика.
В 1923 году Кацнельсон основал ежемесячник «Ха-Адама» (с ивр. — «Земля»), в рамках которого формировал идеологическую линию «Ахдут ха-Авода», возглавлял партийный двухнедельник «Кунтрес», а в 1925 году был избран главным редактором газеты «Давар» (с ивр. — «Слово») — центрального печатного органа Гистадрута. 
В 1937 году стал организатором книжного издательства Гистадрута «Ам овед». Активно сотрудничал с Еврейским университетом в Иерусалиме и был инициатором проведения университетских лекций в Тель-Авиве, значительную часть времени посвящая работе с молодёжными отделами Гистадрута и партии МАПАЙ и с еврейской молодёжью в других странах. До конца жизни оставался одним из признанных лидеров рабочего сионистского движения и его главным идеологом.
В 1944 году, когда Кацнельсон скончался в Иерусалиме после тяжёлой сердечной болезни, Бен-Гурион, считавший его своим другом, встретил известие о его смерти с отчаянием: «Берл, как же без Берла! Берл, как я буду жить без тебя!» Кацнельсон был похоронен в кибуце Кинерет, одним из основателей которого он в своё время стал. 
В честь Берла Кацнельсона названы кибуц Беэри (по его литературному псевдониму) и академический колледж «Бейт-Берл» в Кфар-Саве, а также ряд улиц и средних учебных заведений.

## Идеология
В идеологических воззрениях Берла Кацнельсона центральное место занимали идеи возвращения евреев в Землю Израиля и самостоятельного труда. Из-за своего последовательного сионизма он разошёлся с рядом еврейских социалистических движений Российской империи и других стран, для которых возвращение в Сион не было краеугольным камнем в идеологии и которые направляли свою деятельность на достижение культурной или политической автономии евреев в странах рассеяния.
С другой стороны, сотрудничество с Владимиром Жаботинским оборвалось, когда стало ясно, что ревизионисты во главе с Жаботинским выступают против социалистических принципов, воплощённых в создании Гистадрута. Враждебное отношение к ревизионистам усилилость после убийства Хаима Арлозорова, подозрения в котором пали на сторонников этой идеологии. Впоследствии Кацнельсон выступил против союза с ревизионистами, который готов был заключить Бен-Гурион от имени партии МАПАЙ, и под его влиянием руководство Гистадрута провалило эту инициативу.
Даже в рамках социалистического сионизма Кацнельсон, впитавший идеи Йосефа Хаима Бренера и А. Д. Гордона, искал свой собственный путь. Разочаровавшись в идеологии «завоевания труда», господствовавшей в рабочем сионистском движении до Первой мировой войны, но неудачно воплощаемой в жизнь в условиях изобилия дешёвой арабской рабочей силы, он выдвинул собственную доктрину «самостоятельного труда», лёгшую в основу кибуцной идеологии. Он считал себя одним из авторов доктрины «непролетаризации», обычно связываемой с именами Сыркина и Борохова и гласящей, что в условиях рассеяния еврейские трудящиеся не могут пройти путь от люмпен-пролетариата до настоящего рабочего класса.
Будучи менее авторитарным по характеру и умеренным по взглядам, чем Бен-Гурион, Кацнельсон в то же время не обладал свойственным тому прагматизмом и рациональностью, и ему не раз приходилось жалеть об излишне жёсткой идеологической позиции, занимаемой в прошлом. Это выразилось как в отвергнутой им идее компромисса с ревизионистами, так и в противостоянии рекомендации комиссии Пиля, в 1937 году предложившей раздел Палестины на арабскую, еврейскую и британскую части. Если для Бен-Гуриона крохотное еврейское государство на территории Палестины было трамплином к возможной дальнейшей экспансии, то Кацнельсон идею раздела Земли Израиля отверг. 
Позже Кацнельсон сожалел и о разрыве с ревизионистами, и об отказе от раздела Палестины, требуя немедленного создания еврейского государства по окончании войны даже такой ценой. Накануне её начала он, как и Бен-Гурион, видя провал идеи создания еврейского национального очага в Палестине под эгидой британских мандатных властей, выступал за начало подпольной борьбы против британцев, возглавив нелегальную радиостанцию «Коль Исраэль». В это время он вместе с Бен-Гурионом выступал против пробритански настроенного Хаима Вейцмана — главы Всемирной сионистской организации. Однако, когда началось противостояние с нацистской Германией, Кацнельсон выступил за мобилизацию евреев в британскую армию, рассматривая это как в ракурсе подготовки кадров для будущей армии еврейского государства, так и в плане борьбы с Гитлером, который, как он быстро осознал, «готовил кладбище еврейскому народу». Он также позволил себе критику Бен-Гуриона за то, что тот перед лицом надвигающейся катастрофы продолжает фракционную борьбу с Вейцманом, называя её бегством от реальности. В 1940-е годы Кацнельсон выступал за трансфер палестинских арабов, приводя в качестве положительного примера советскую депортацию поволжских немцев.
Необычной для современного ему социалистического сионизма была позиция Кацнельсона в вопросах религии. Он выступал за соблюдение субботы и еврейских праздников, за обрезание в кибуцах, за кашрут в столовых Гистадрута и уважительное отношение к еврейской традиции в его учебных заведениях. Он также был последовательным противником диктатуры в социалистическом движении и рассматривал увлечение советским опытом в кибуцах как угрозу сионистской идее.